# Musab Al-Juwayr
Musab Fahd Al-Juwayr (in arabo مصعب فهد الجوير‎?; Riad, 20 giugno 2003) è un calciatore saudita, centrocampista dell'Al-Qadisiya, e della nazionale saudita.

## Statistiche

### Presenze e reti nei club
Statistiche aggiornate al 1º maggio 2025.
| Stagione         | Squadra          | Campionato       | Campionato | Campionato | Coppe nazionali | Coppe nazionali | Coppe nazionali | Coppe continentali | Coppe continentali | Coppe continentali | Altre coppe | Altre coppe | Altre coppe | Totale | Totale |
| Stagione         | Squadra          | Comp             | Pres       | Reti       | Comp            | Pres            | Reti            | Comp               | Pres               | Reti               | Comp        | Pres        | Reti        | Pres   | Reti   |
| ---------------- | ---------------- | ---------------- | ---------- | ---------- | --------------- | --------------- | --------------- | ------------------ | ------------------ | ------------------ | ----------- | ----------- | ----------- | ------ | ------ |
| mar.-giu. 2021   | Al-Hilal         | SPL              | 0          | 0          | KC              | 0               | 0               | ACL                | 2                  | 0                  | SS          | -           | -           | 2      | 0      |
| 2021-2022        | Al-Hilal         | SPL              | 8          | 2          | KC              | 3               | 0               | ACL                | 1                  | 0                  | SS+Cmc      | 0+1         | 0           | 13     | 2      |
| 2022-2023        | Al-Hilal         | SPL              | 12         | 2          | KC              | 1               | 0               | ACL                | 1                  | 0                  | SS+Cmc      | 0+1         | 0           | 15     | 2      |
| 2023-gen. 2024   | Al-Hilal         | SPL              | 2          | 0          | KC              | 0               | 0               | ACL                | 1                  | 0                  | SS+CdC      | 0+4         | 0           | 7      | 0      |
| gen.-giu. 2024   | Al-Shabab        | SPL              | 15         | 3          | KC              | 0               | 0               | -                  | -                  | -                  | -           | -           | -           | 15     | 3      |
| ago. 2024        | Al-Hilal         | SPL              | 2          | 1          | KC              | 0               | 0               | ACL                | 0                  | 0                  | SS          | 0           | 0           | 2      | 1      |
| Totale Al-Hilal  | Totale Al-Hilal  | Totale Al-Hilal  | 24         | 5          |                 | 4               | 0               |                    | 5                  | 0                  |             | 6           | 0           | 39     | 5      |
| sett. 2024-2025  | Al-Shabab        | SPL              | 26         | 3          | KC              | 4               | 0               | -                  | -                  | -                  | -           | -           | -           | 30     | 3      |
| Totale Al-Shabab | Totale Al-Shabab | Totale Al-Shabab | 41         | 6          |                 | 4               | 0               |                    | -                  | -                  |             | -           | -           | 45     | 6      |
| Totale carriera  | Totale carriera  | Totale carriera  | 65         | 11         |                 | 8               | 0               |                    | 5                  | 0                  |             | 6           | 0           | 84     | 11     |

### Cronologia presenze e reti in nazionale
| Cronologia completa delle presenze e delle reti in nazionale ― Arabia Saudita | Cronologia completa delle presenze e delle reti in nazionale ― Arabia Saudita | Cronologia completa delle presenze e delle reti in nazionale ― Arabia Saudita | Cronologia completa delle presenze e delle reti in nazionale ― Arabia Saudita | Cronologia completa delle presenze e delle reti in nazionale ― Arabia Saudita | Cronologia completa delle presenze e delle reti in nazionale ― Arabia Saudita | Cronologia completa delle presenze e delle reti in nazionale ― Arabia Saudita | Cronologia completa delle presenze e delle reti in nazionale ― Arabia Saudita |
| Data                                                                          | Città                                                                         | In casa                                                                       | Risultato                                                                     | Ospiti                                                                        | Competizione                                                                  | Reti                                                                          | Note                                                                          |
| ----------------------------------------------------------------------------- | ----------------------------------------------------------------------------- | ----------------------------------------------------------------------------- | ----------------------------------------------------------------------------- | ----------------------------------------------------------------------------- | ----------------------------------------------------------------------------- | ----------------------------------------------------------------------------- | ----------------------------------------------------------------------------- |
| 6-1-2023                                                                      | Basra                                                                         | Yemen                                                                         | 0 – 2                                                                         | Arabia Saudita                                                                | Coppa delle nazioni del Golfo 2023 - 1º turno                                 | 1                                                                             | 29’ 90’                                                                       |
| 9-1-2023                                                                      | Basra                                                                         | Arabia Saudita                                                                | 0 – 2                                                                         | Iraq                                                                          | Coppa delle nazioni del Golfo 2023 - 1º turno                                 | -                                                                             | 63’                                                                           |
| 12-1-2023                                                                     | Basra                                                                         | Arabia Saudita                                                                | 1 – 2                                                                         | Oman                                                                          | Coppa delle nazioni del Golfo 2023 - 1º turno                                 | -                                                                             | 86’                                                                           |
| 6-6-2024                                                                      | Lahore                                                                        | Pakistan                                                                      | 0 – 3                                                                         | Arabia Saudita                                                                | Qual. Mondiali 2026                                                           | 1                                                                             |                                                                               |
| 11-6-2024                                                                     | Riad                                                                          | Arabia Saudita                                                                | 1 – 2                                                                         | Giordania                                                                     | Qual. Mondiali 2026                                                           | -                                                                             |                                                                               |
| 5-9-2024                                                                      | Riad                                                                          | Arabia Saudita                                                                | 1 – 1                                                                         | Indonesia                                                                     | Qual. Mondiali 2026                                                           | 1                                                                             |                                                                               |
| 10-9-2024                                                                     | Dalian                                                                        | Cina                                                                          | 1 – 2                                                                         | Arabia Saudita                                                                | Qual. Mondiali 2026                                                           | -                                                                             | 82’                                                                           |
| 10-10-2024                                                                    | Gedda                                                                         | Arabia Saudita                                                                | 0 – 2                                                                         | Giappone                                                                      | Qual. Mondiali 2026                                                           | -                                                                             | 61’                                                                           |
| 15-10-2024                                                                    | Gedda                                                                         | Arabia Saudita                                                                | 0 – 0                                                                         | Bahrein                                                                       | Qual. Mondiali 2026                                                           | -                                                                             | 82’                                                                           |
| 14-11-2024                                                                    | Melbourne                                                                     | Australia                                                                     | 0 – 0                                                                         | Arabia Saudita                                                                | Qual. Mondiali 2026                                                           | -                                                                             | 57’                                                                           |
| 19-11-2024                                                                    | Giacarta                                                                      | Indonesia                                                                     | 2 – 0                                                                         | Arabia Saudita                                                                | Qual. Mondiali 2026                                                           | -                                                                             | 61’                                                                           |
| 22-12-2024                                                                    | Al Kuwait                                                                     | Arabia Saudita                                                                | 2 – 3                                                                         | Bahrein                                                                       | Coppa delle nazioni del Golfo 2024 - 1º turno                                 | 1                                                                             |                                                                               |
| 25-12-2024                                                                    | Al Kuwait                                                                     | Yemen                                                                         | 2 – 3                                                                         | Arabia Saudita                                                                | Coppa delle nazioni del Golfo 2024 - 1º turno                                 | 1                                                                             |                                                                               |
| 28-12-2024                                                                    | Al Kuwait                                                                     | Iraq                                                                          | 1 – 3                                                                         | Arabia Saudita                                                                | Coppa delle nazioni del Golfo 2024 - 1º turno                                 | -                                                                             | 90+6’                                                                         |
| 31-12-2024                                                                    | Al Kuwait                                                                     | Oman                                                                          | 2 – 1                                                                         | Arabia Saudita                                                                | Coppa delle nazioni del Golfo 2024 - Semifinale                               | -                                                                             | 72’                                                                           |
| 20-3-2025                                                                     | Riad                                                                          | Arabia Saudita                                                                | 1 – 0                                                                         | Cina                                                                          | Qual. Mondiali 2026                                                           | -                                                                             | 72’                                                                           |
| 25-3-2025                                                                     | Saitama                                                                       | Giappone                                                                      | 0 – 0                                                                         | Arabia Saudita                                                                | Qual. Mondiali 2026                                                           | -                                                                             | 61’                                                                           |
| 5-6-2025                                                                      | Riffa                                                                         | Bahrein                                                                       | 0 – 2                                                                         | Arabia Saudita                                                                | Qual. Mondiali 2026                                                           | 1                                                                             | 61’                                                                           |
| 10-6-2025                                                                     | Gedda                                                                         | Arabia Saudita                                                                | 1 – 2                                                                         | Australia                                                                     | Qual. Mondiali 2026                                                           | -                                                                             | 61’                                                                           |
| Totale                                                                        |                                                                               | Presenze                                                                      | 19                                                                            |                                                                               | Reti                                                                          | 6                                                                             |                                                                               |

## Palmarès

### Club

#### Competizioni nazionali
- Campionato saudita: 1

Al-Hilal: 2021-2022
- Coppa del Re dei Campioni: 1

Al-Hilal: 2022-2023
- Supercoppa saudita: 2

Al-Hilal: 2021, 2024

#### Competizioni internazionali
- AFC Champions League: 1

Al-Hilal: 2021